# Ilja Dživondov
Ilja Dživondov (* 6. března 1978) je bývalý bulharský atlet, halový mistr Evropy v běhu na 400 metrů z roku 2000.

## Kariéra
Jeho největším úspěchem je titul halového mistra Evropy v běhu na 400 metrů z roku 2000. V této sezóně startoval také na olympiádě v Sydney v bězích 400 metrů a 400 metrů překážek, skončil však v rozběhu.